# Littorinimorpha
Littorinimorpha Golikov & Starobogatov, 1975 è un grande ordine di molluschi gasteropodi della sottoclasse Caenogastropoda. Comprende specie sia terrestri che marine che di acqua dolce.

## Tassonomia
L'ordine comprende le seguenti superfamiglie e famiglie:
- Superfamiglia Calyptraeoidea Lamarck, 1809
  - Calyptraeidae Lamarck, 1809
- Superfamiglia Capuloidea Fleming, 1822
  - Capulidae Fleming, 1822, (sinonimo: Trichotropidae)
- Superfamiglia Cingulopsoidea Fretter & Patil, 1958
  - Cingulopsidae Fretter & Patil, 1958
  - Eatoniellidae Ponder, 1965
  - Rastodentidae Ponder, 1966
- Superfamiglia Cypraeoidea Rafinesque, 1815
  - Cypraeidae Rafinesque, 1815
  - Eratoidae Gill, 1871
  - Ovulidae Fleming, 1822
  - Triviidae Troschel, 1863
  - Velutinidae Gray, 1840
- Superfamiglia Ficoidea Meek, 1864
  - Ficidae Meek, 1864
- Superfamiglia Littorinoidea Children, 1834
  - Annulariidae & Bartsch, 1920
  - †Bohaispiridae Youluo, 1978
  - †Leviathaniidae & S. Schneider, 2014
  - Littorinidae Children, 1834
  - Pomatiidae Newton, 1891 (1828)
  - †Purpurinidae Zittel, 1895
  - Skeneopsidae Iredale, 1915
  - †Tripartellidae Gründel, 2001
  - Zerotulidae Warén & Hain, 1996
- Superfamiglia Naticoidea Guilding, 1834
  - Naticidae Guilding, 1834
- Superfamiglia Pterotracheoidea Rafinesque, 1814
  - Atlantidae Rang, 1829
  - †Bellerophinidae Destombes, 1984
  - Carinariidae Blainville, 1818
  - Pterotracheidae Rafinesque, 1814
- Superfamiglia Rissooidea Gray, 1847
  - Barleeidae Gray, 1857
  - Emblandidae Ponder, 1985
  - †Falsobuvignidae Gründel, Keupp & Lang, 2019
  - Lironobidae Ponder, 1967
  - †Mesocochliopidae Yu, 1987
  - †Palaeorissoinidae Gründel & Kowalke, 2002
  - Rissoidae Gray, 1847
  - Rissoinidae Stimpson, 1865
  - Zebinidae Coan, 1964
- Superfamiglia Stromboidea Rafinesque, 1815
  - Aporrhaidae Gray, 1850
  - †Colombellinidae P. Fischer, 1884
  - †Dilatilabridae Bandel, 2007
  - †Hippochrenidae Bandel, 2007
  - †Pereiraeidae Bandel, 2007
  - Rostellariidae Gabb, 1868
  - Seraphsidae gray, 1853
  - Strombidae Rafinesque, 1815Strombus pugilis, della famiglia delle Strombidae
  - Struthiolariidae Gabb, 1868
  - †Thersiteidae Savornin, 1915

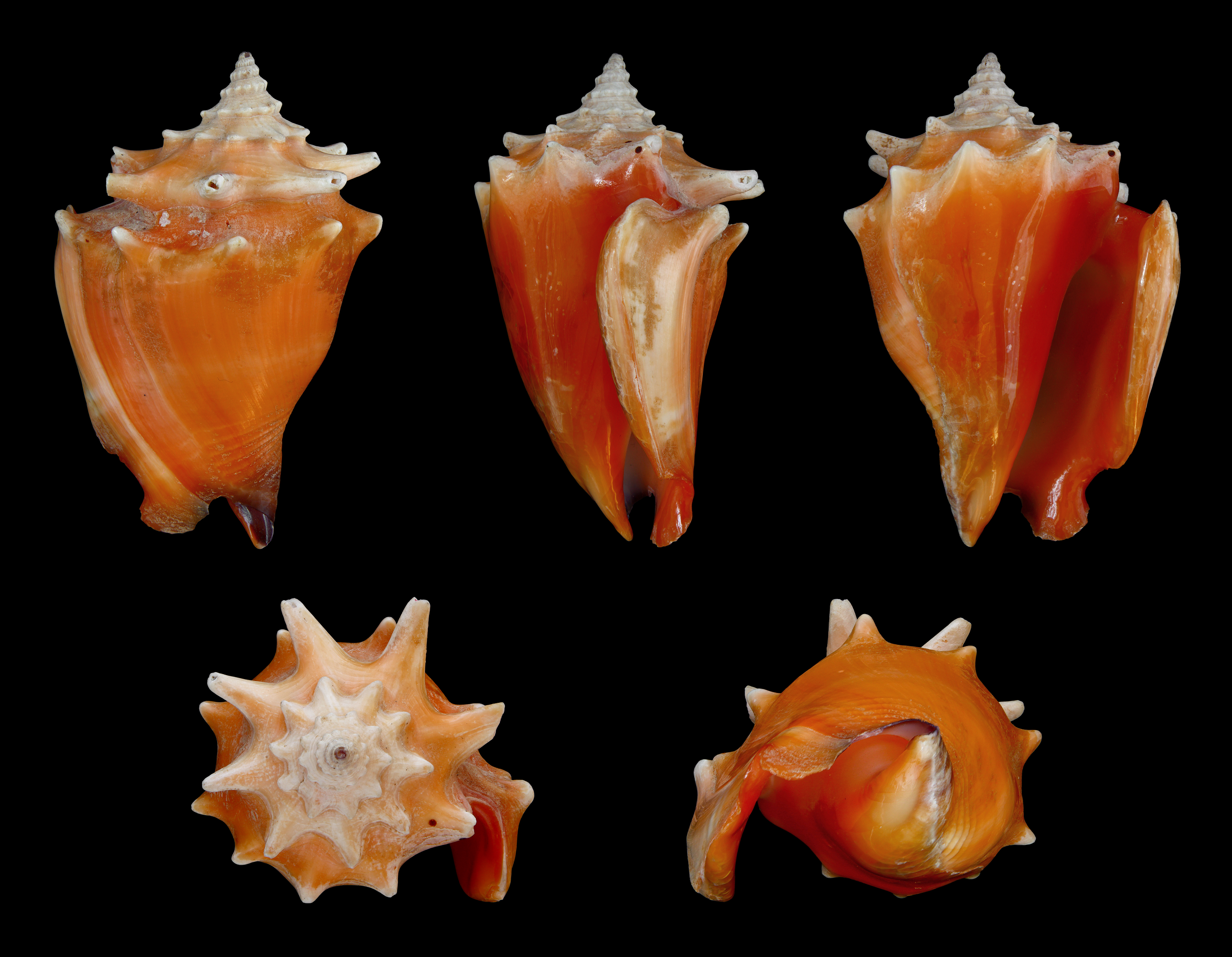
Strombus pugilis, della famiglia delle Strombidae

- Superfamiglia Tonnoidea Suter, 1913 (1825)
  - Bursidae Thiele, 1925
  - Cassidae Latreille, 1825
  - Charoniidae Powell, 1933
  - Cymatiidae Iredale, 1913
  - Laubierinidae Warén & Bouchet, 1990
  - Personidae Gray, 1854
  - Ranellidae Gray, 1854
  - Thalassocyonidae F. Riedel, 1995
  - Tonnidae Suter, 1913 (1825)
- Superfamiglia Truncatelloidea Gray, 1840
  - Amnicolidae Tryon, 1863
  - Anabathridae Keen, 1971
  - Assimineidae H. Adams & A. Adams, 1856
  - Bithyniidae Gray, 1857
  - Bythinellidae Locard, 1893
  - Caecidae Gray, 1850
  - Calopiidae Ponder, 1999
  - Clenchiellidae D.W. Taylor, 1966
  - Cochliopidae Tryon, 1866
  - Elachisinidae Ponder, 1985
  - Emmericiidae Brusina, 1870
  - Epigridae Ponder, 1985
  - Falsicingulidae Slavoshevskaya, 1975
  - Helicostoidae Pruvot-Fol, 1937
  - Hydrobiidae Stimpson, 1865
  - Hydrococcidae Thiele, 1928
  - Iravadiidae Thiele, 1928
  - Lithoglyphidae Tryon, 1866
  - Moitessieriidae Bourguignat, 1863
  - Pomatiopsidae Stimpson, 1865
  - Spirostyliferinidae Layton, Middelfart, Tatarnic & N. G. Wilson, 2019
  - Stenothyridae Tryon, 1866
  - Tateidae Thiele, 1925
  - Tomichiidae Wenz, 1938
  - Tornidae Sacco, 1896 (1884)
  - Truncatellidae Gray, 1840
  - Vitrinellidae Bush, 1897
- Superfamiglia Vanikoroidea Gray, 1840
  - Eulimidae Philippi, 1853
  - Haloceratidae Warén & Bouchet, 1991
  - Hipponicidae Troschel, 1861
  - Vanikoridae Gray, 1840
- Superfamiglia Vermetoidea Rafinesque, 1815
  - †Sakarahellidae Bandel, 2006
  - Vermetidae Rafinesque, 1815
- Superfamiglia Xenophoroidea Troschel, 1852 (1840)
  - †Lamelliphoridae Korobkov, 1960
  - Xenophoridae Troschel, 1852 (1840)

### Alcune specie

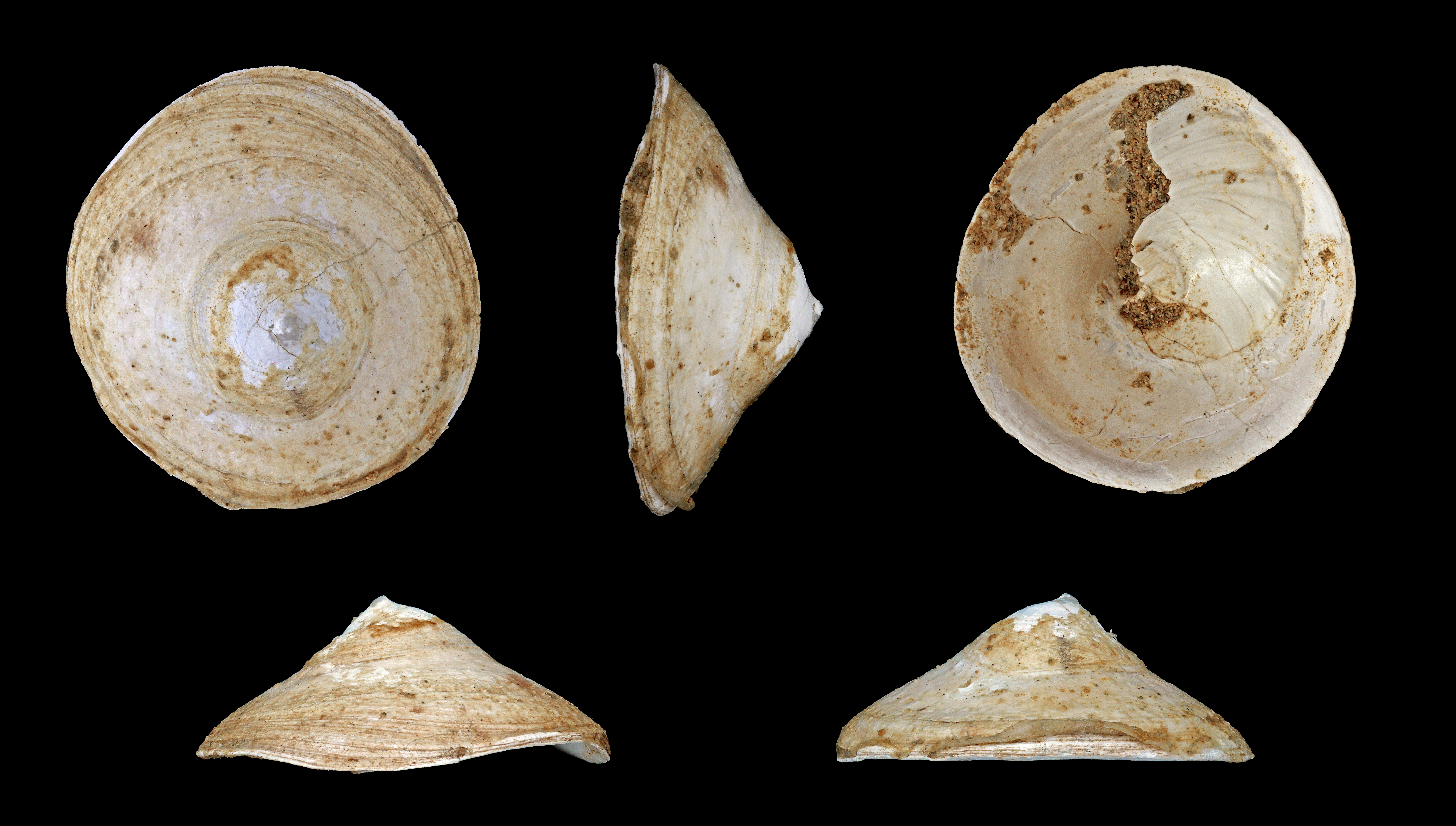
Calyptraea chinensis (Calyptraeidae)
Cypraea tigris (Cypraeidae)
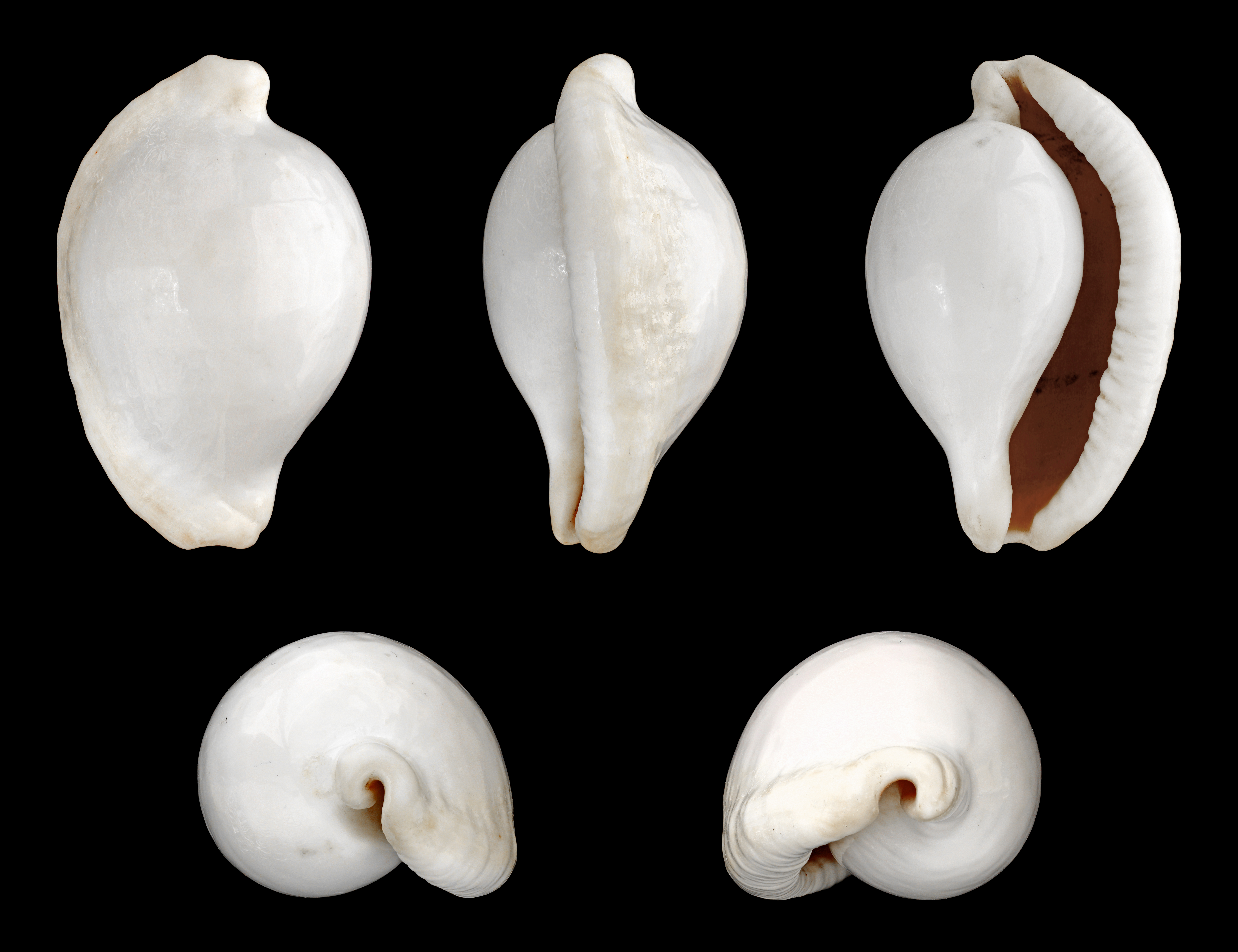
Ovula ovum (Ovulidae)
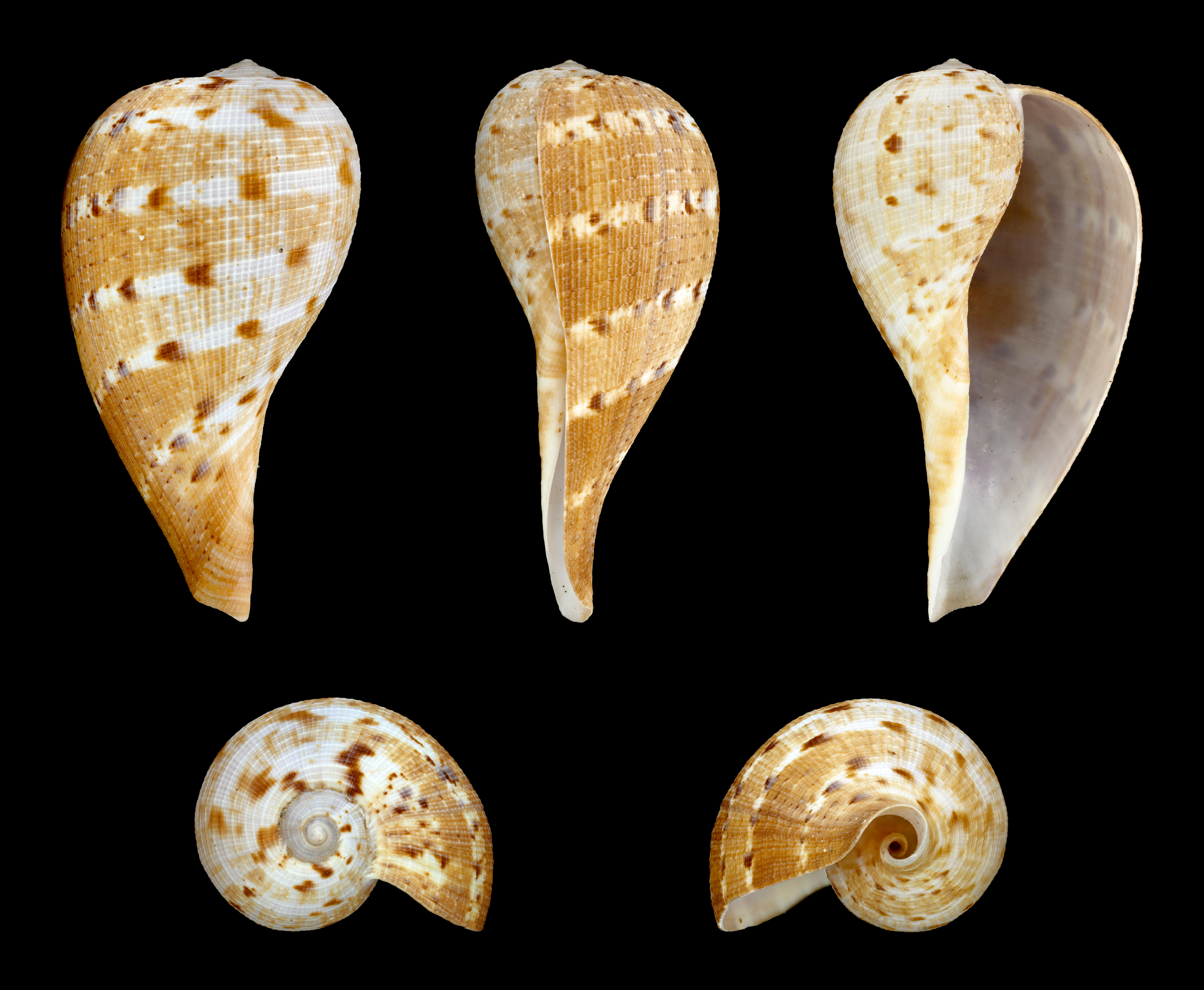
Ficus ficus (Ficidae)
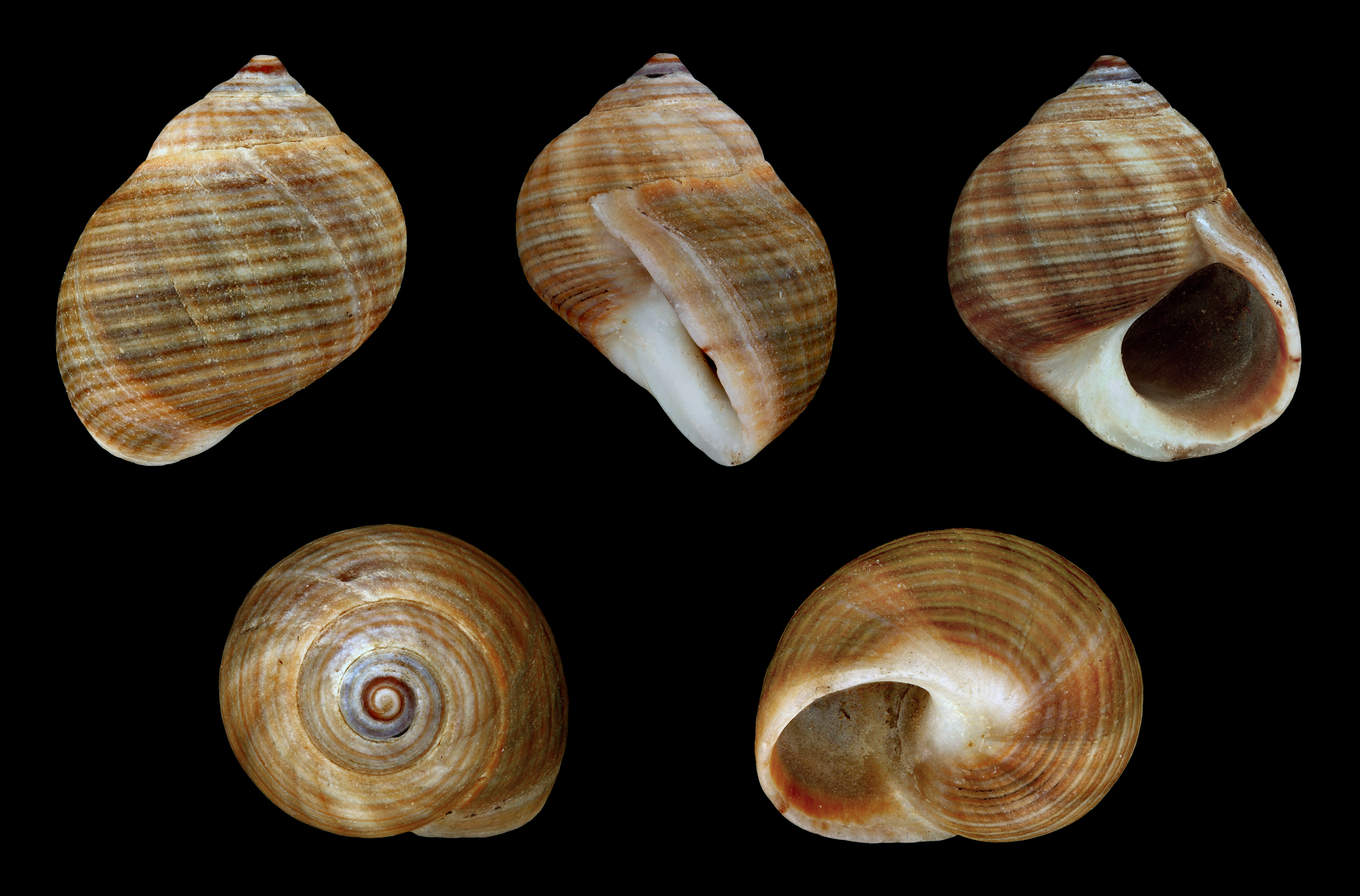
Littorina littorea (Littorinidae)
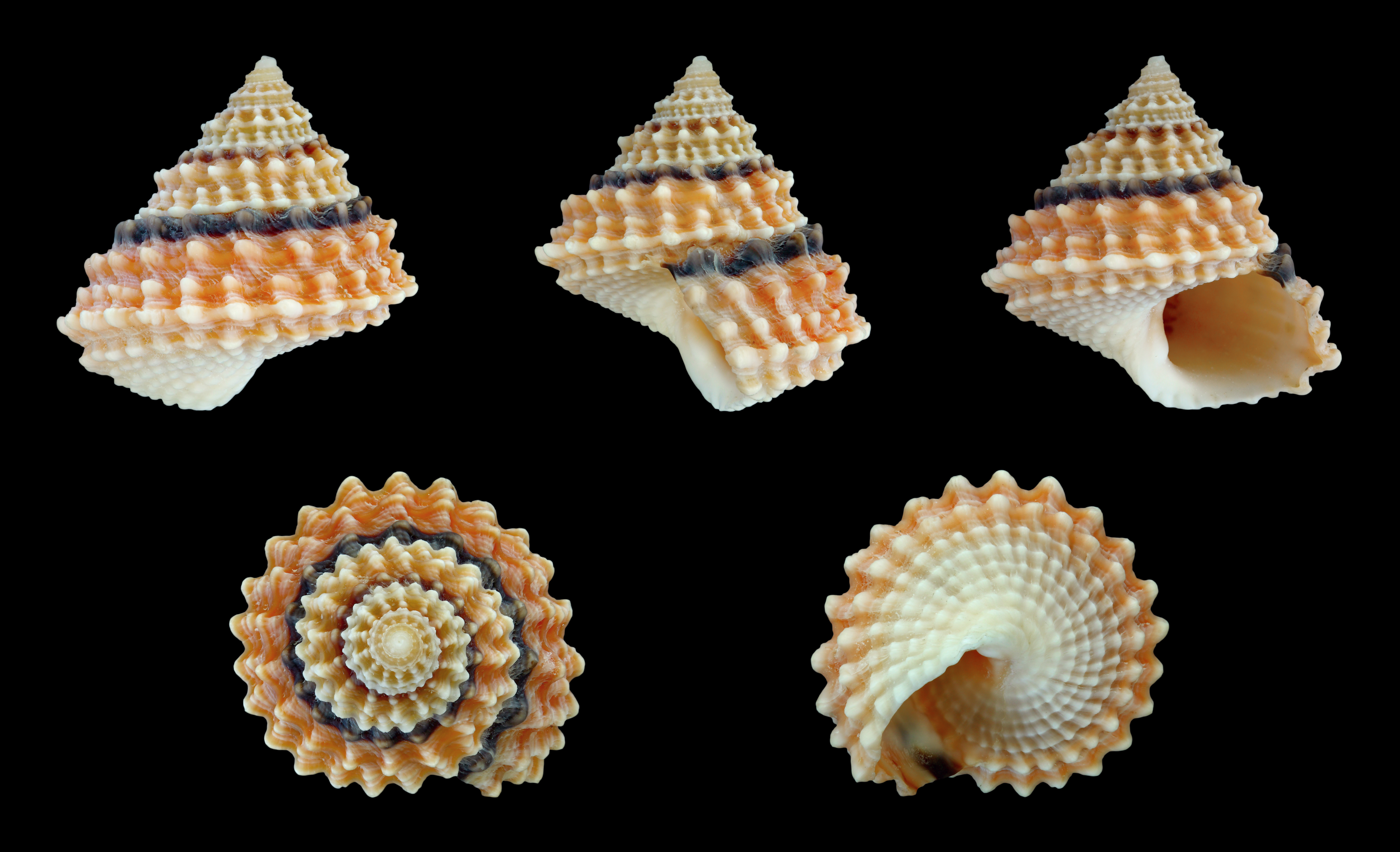
Tectarius coronatus (Littorinidae)
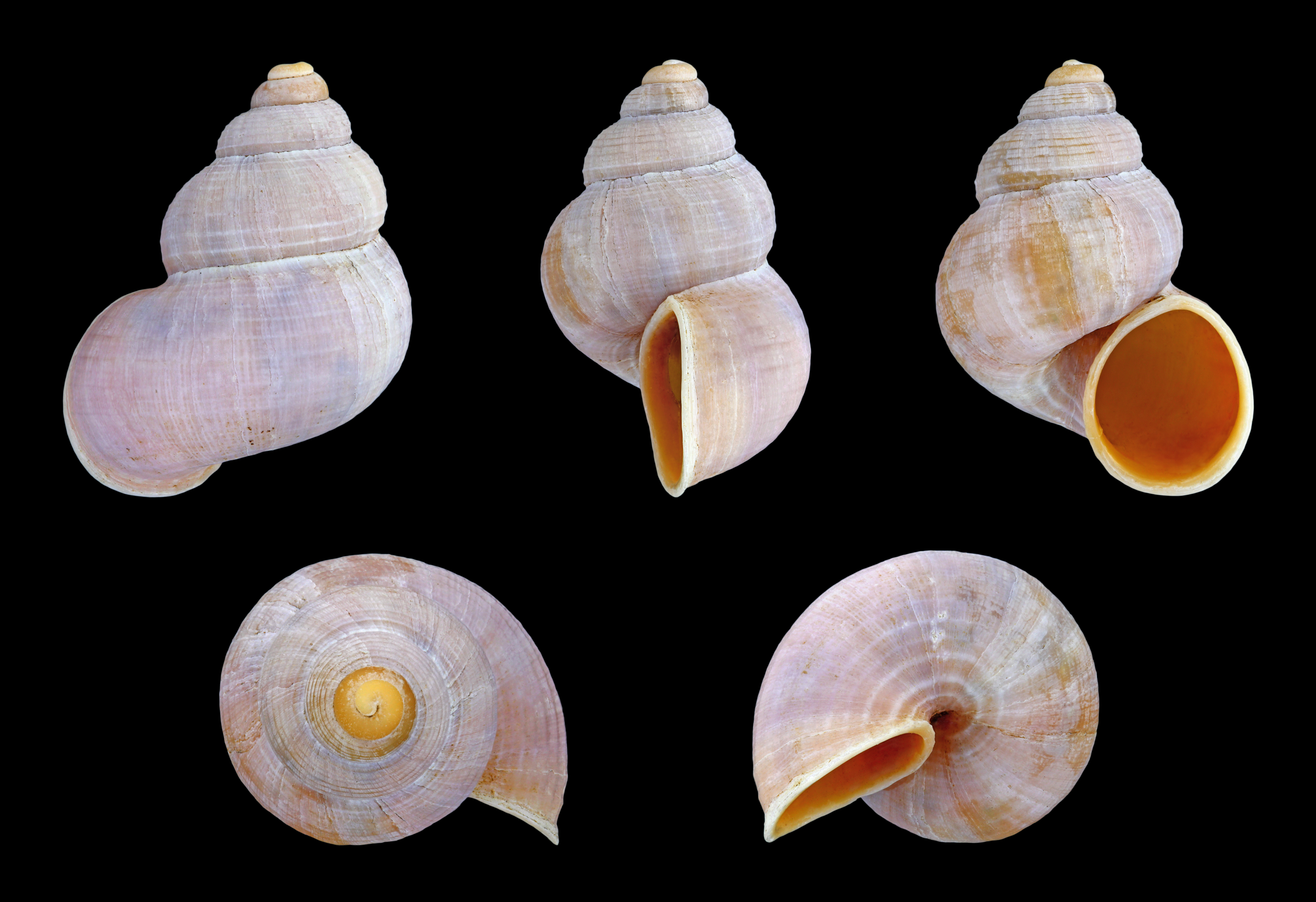
Tudorella sulcata (Pomatiidae)
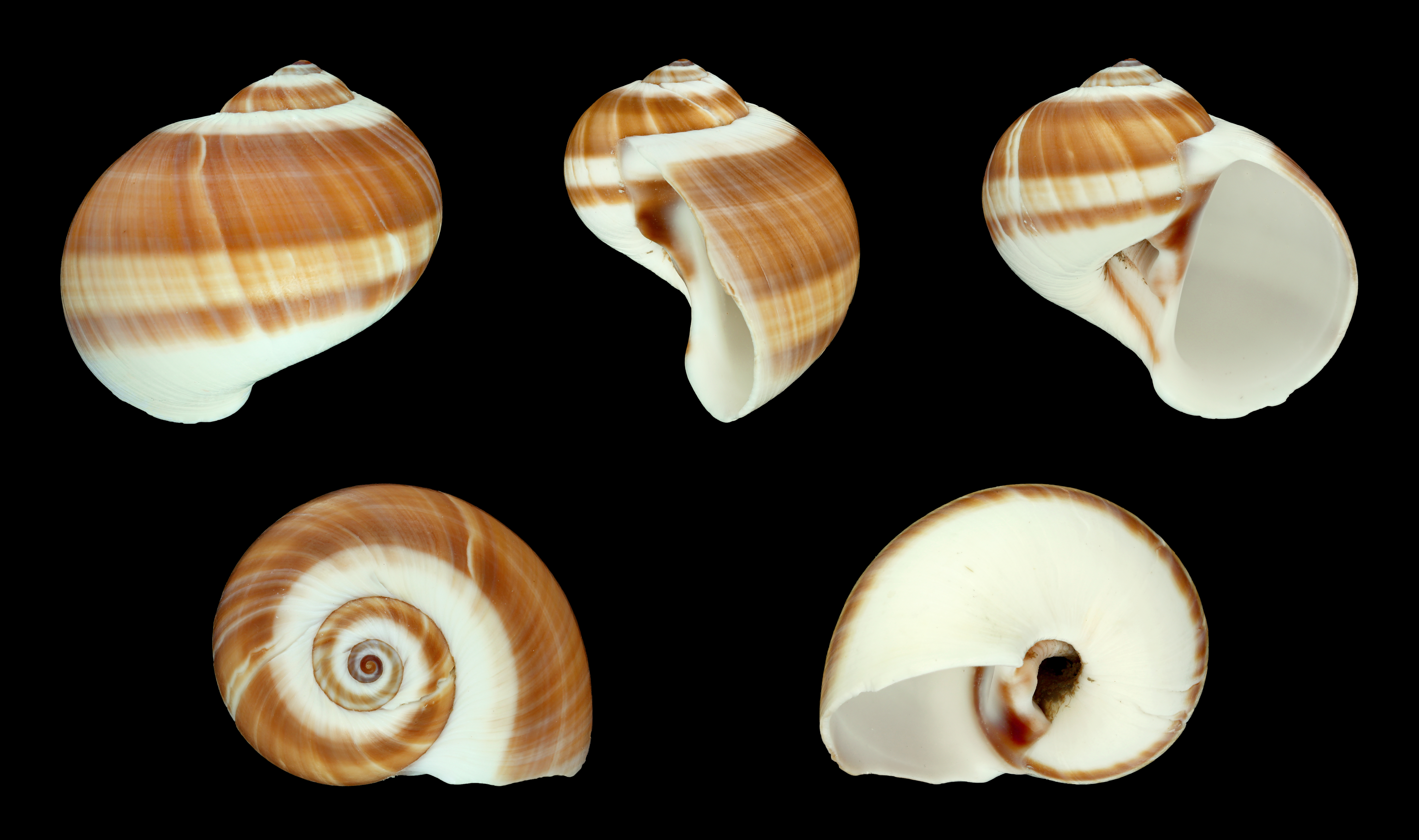
Natica vitellus (Naticidae)
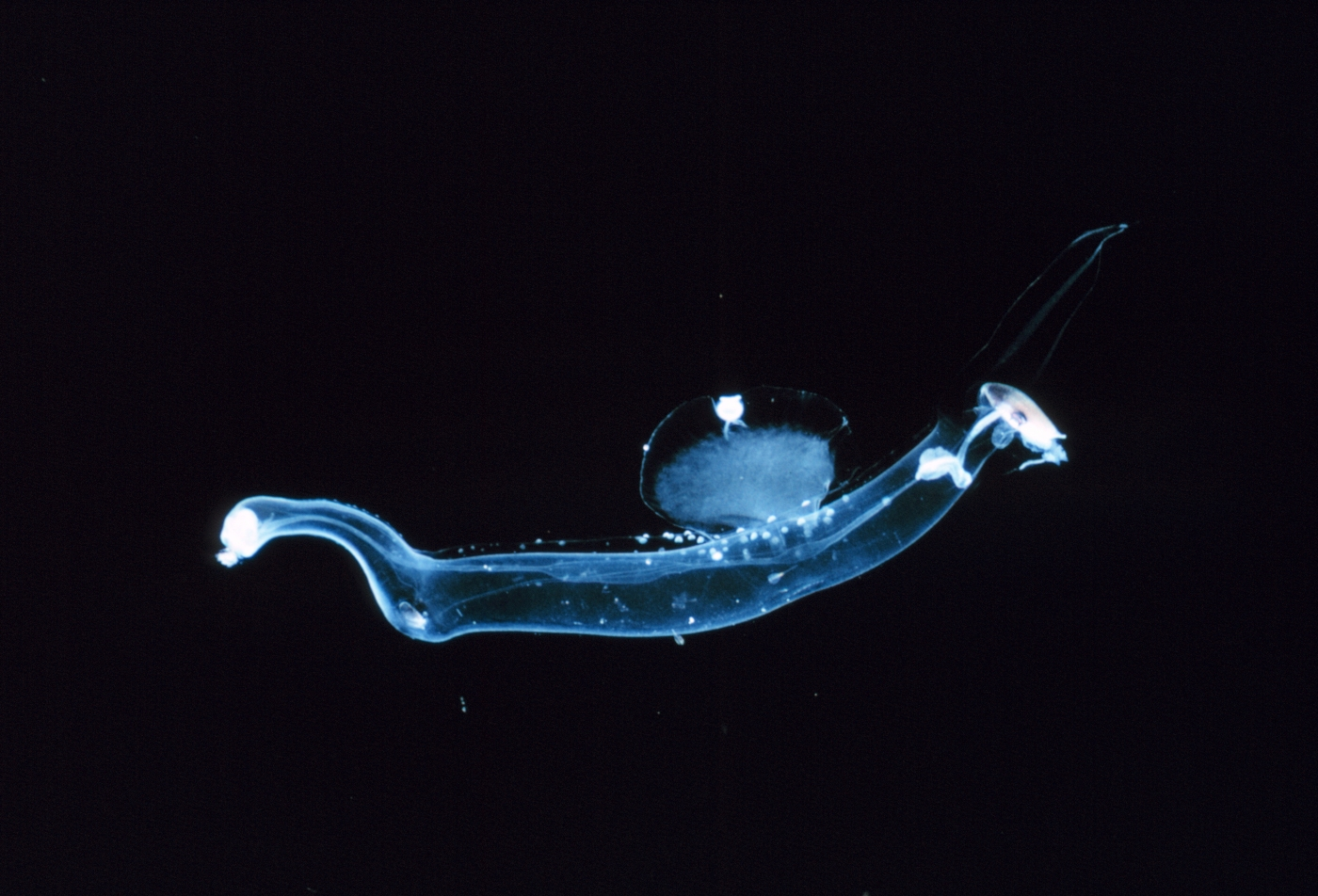
Uno Pterotracheidae
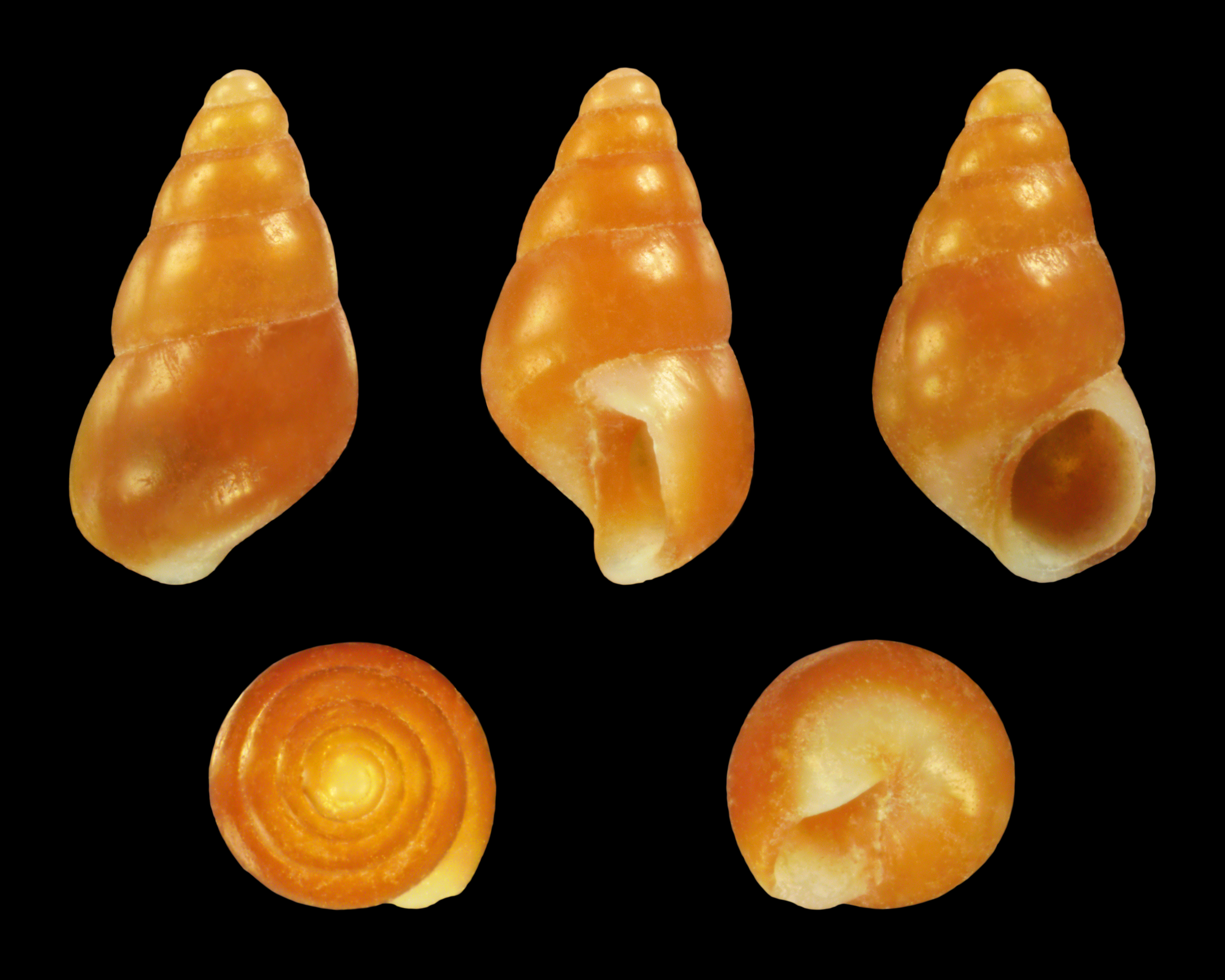
Barleeia unifasciata (Barleeiidae)
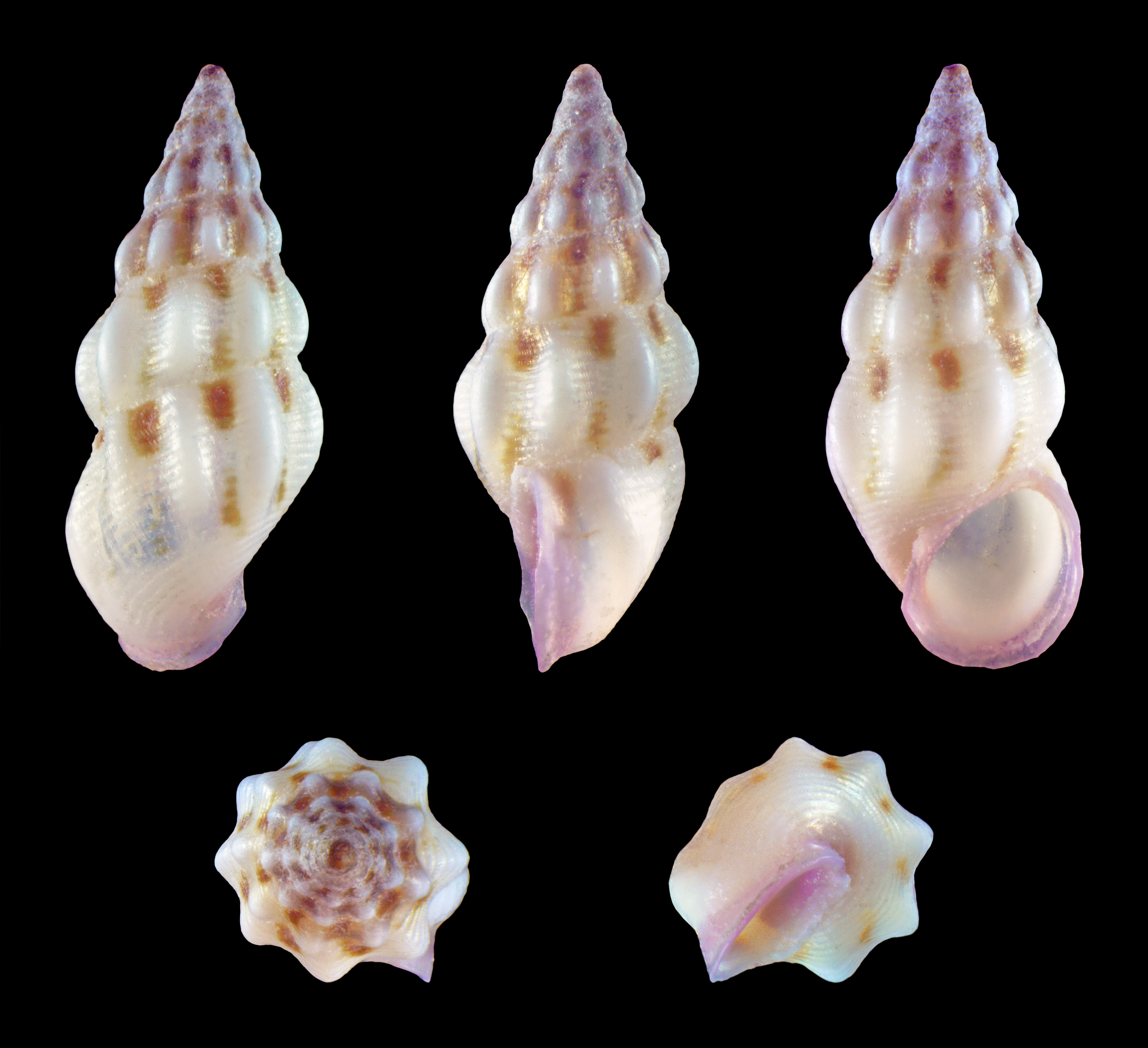
Rissoa decorata (Rissoidae)
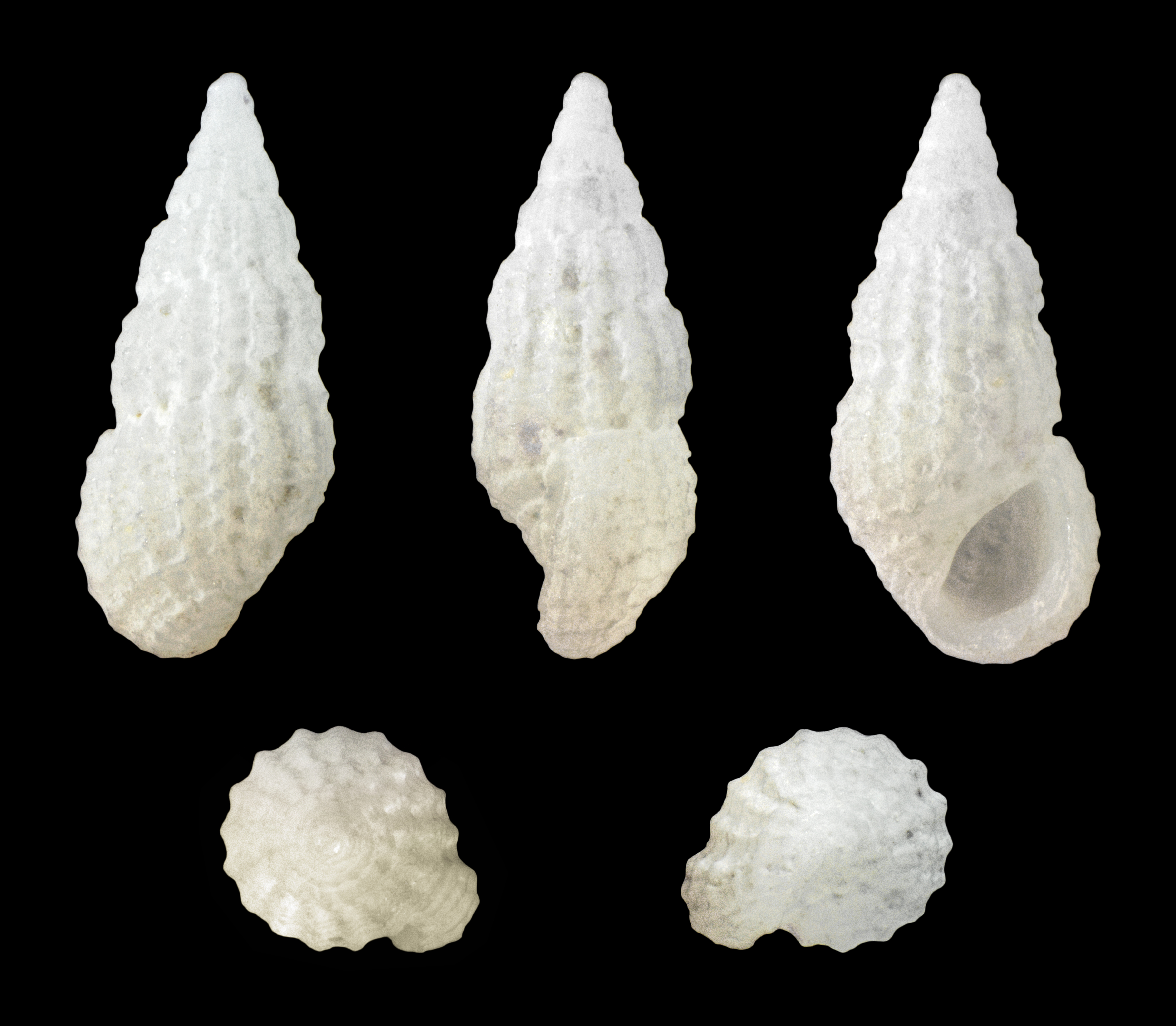
Rissoina tornatilis (Rissoinidae)
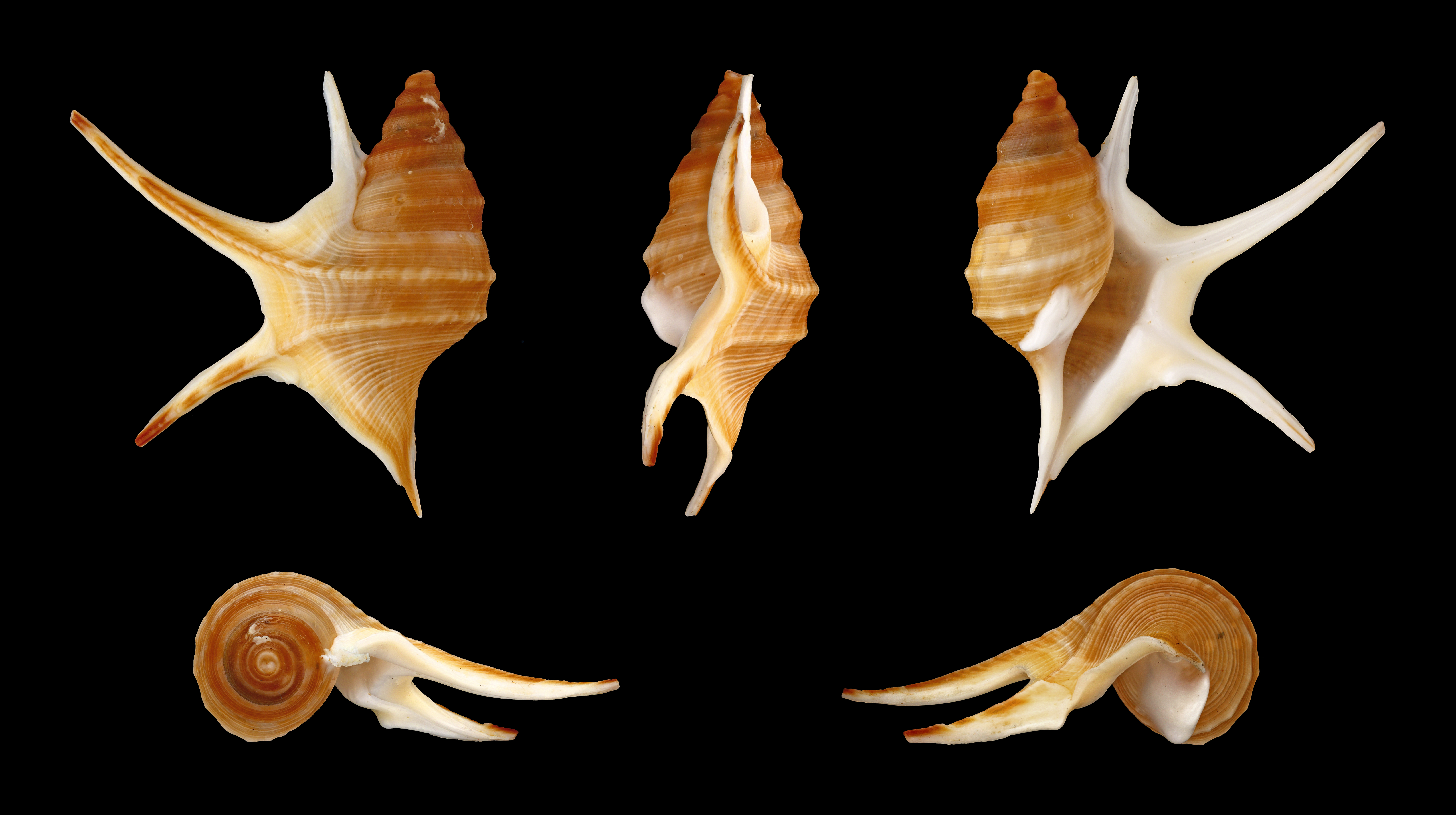
Aporrhais pesgallinae (Aporrhaidae)
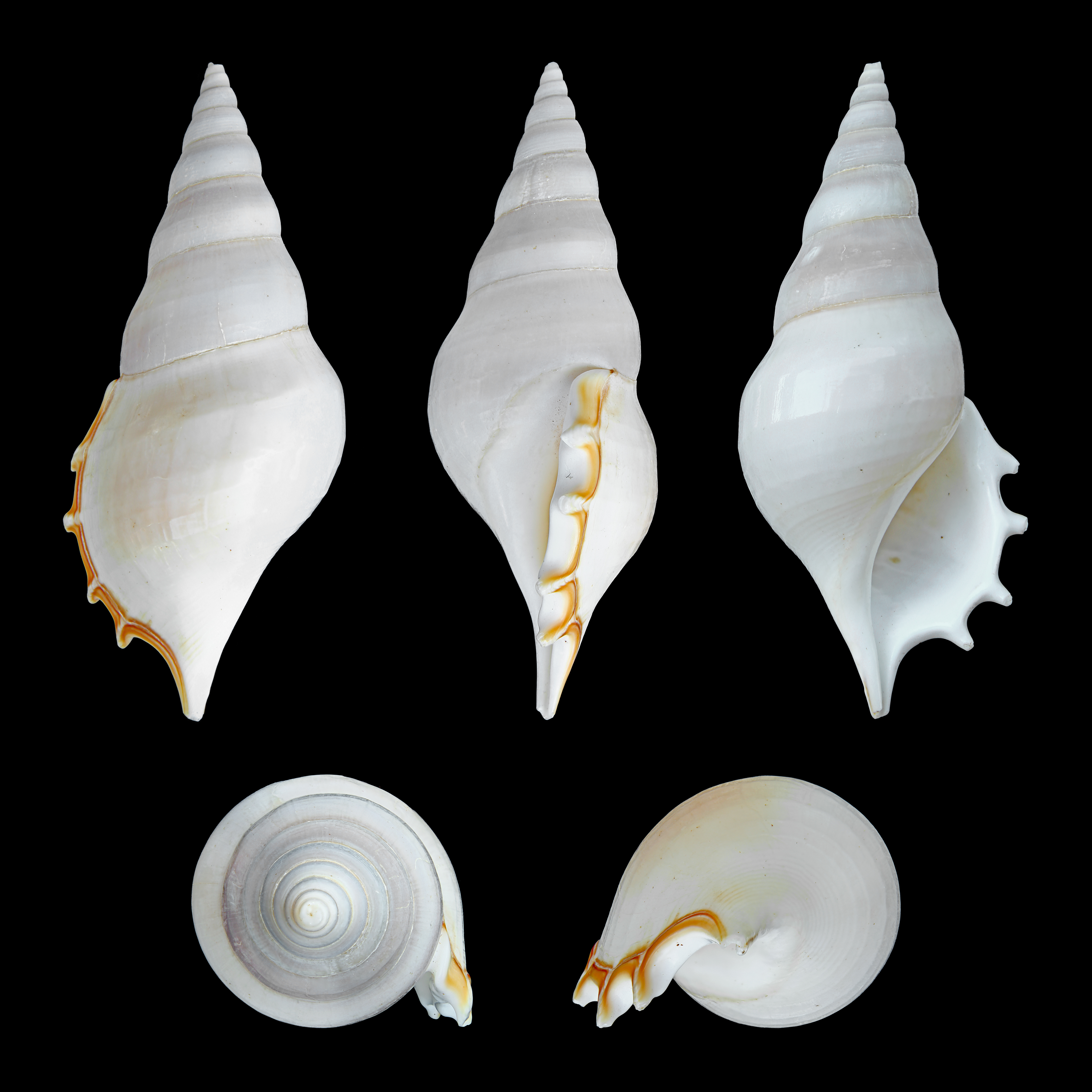
Rostellariella delicatula (Rostellariidae)
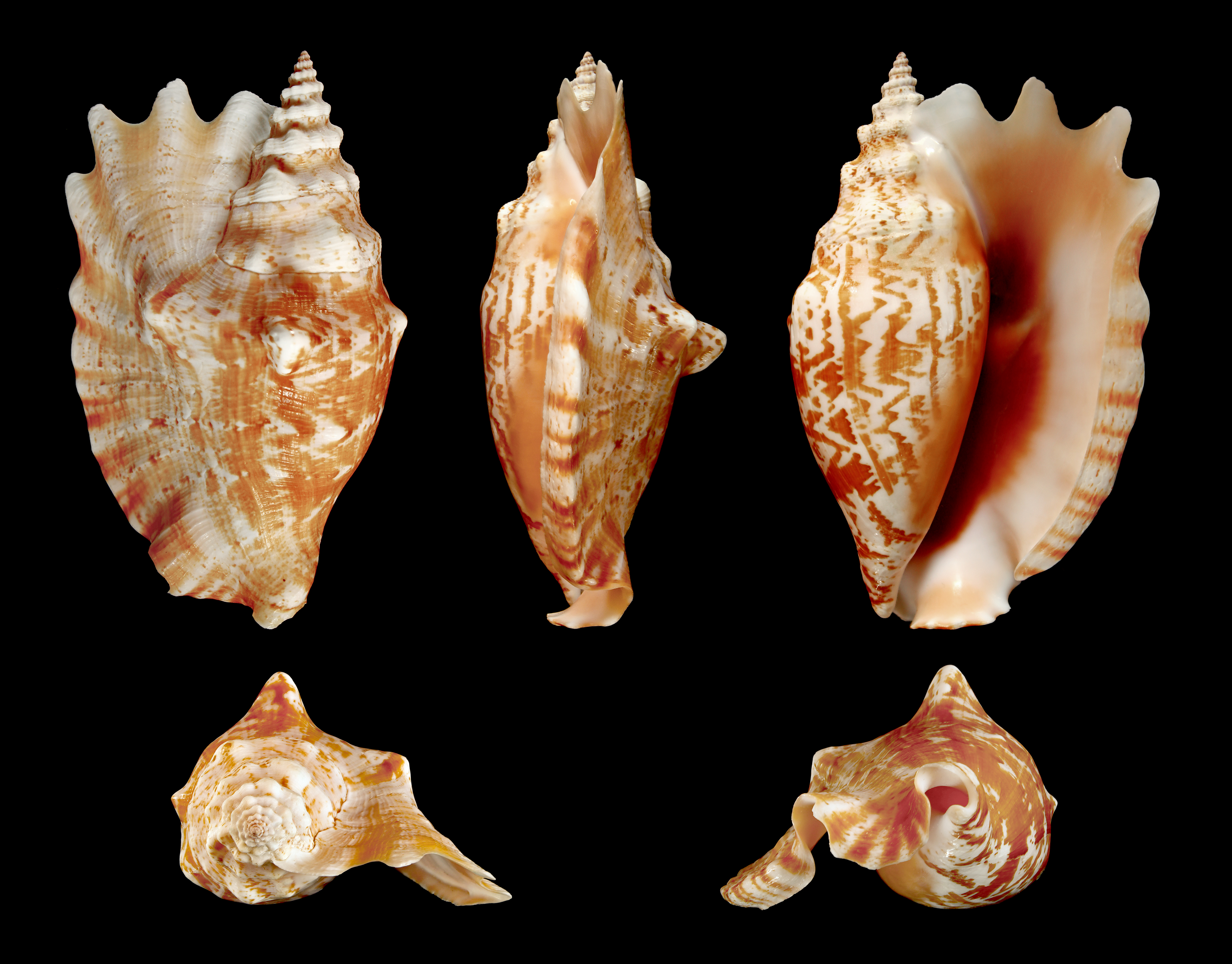
Sinustrombus sinuatus (Strombidae)
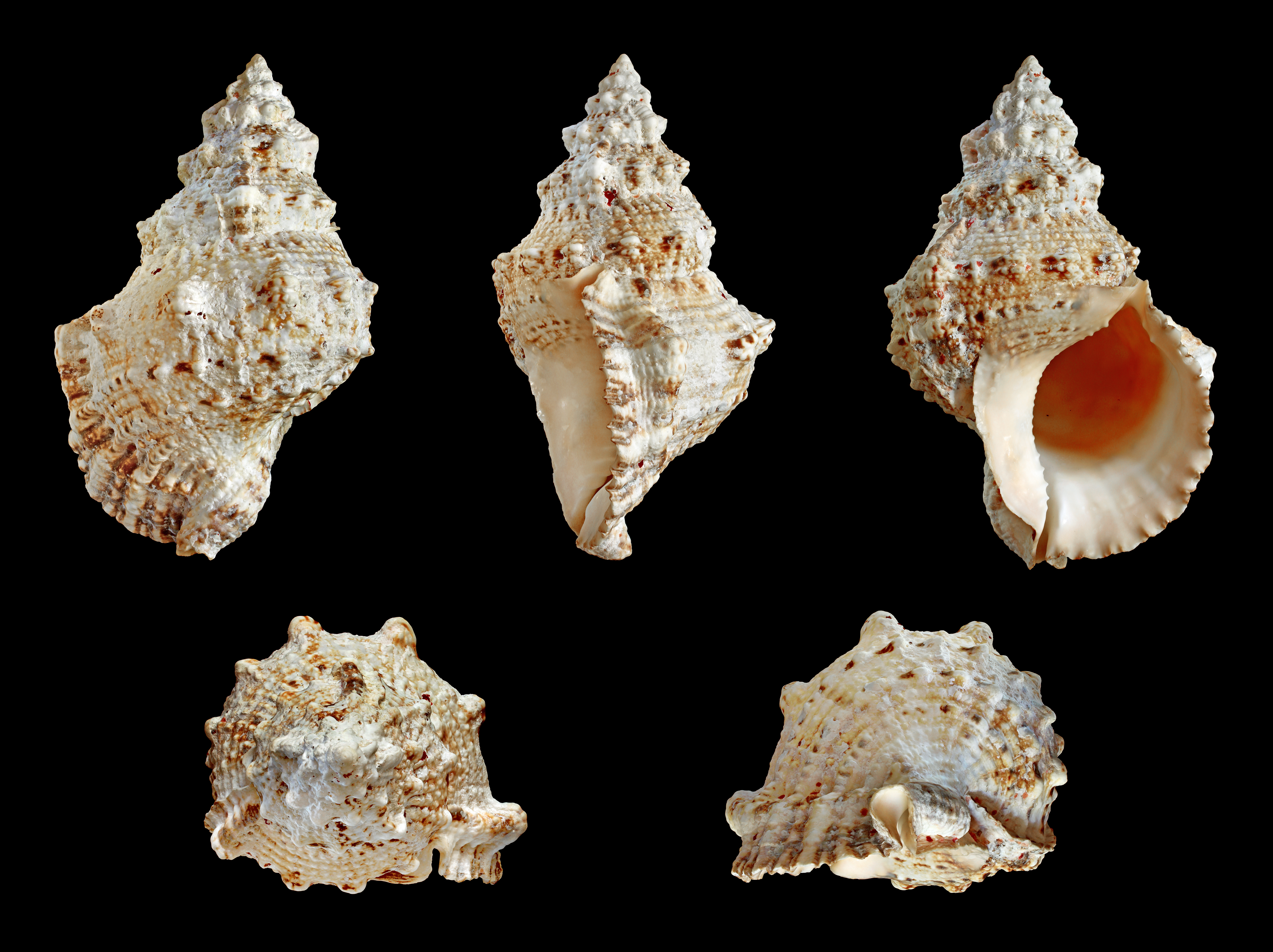
Tutufa bubo (Bursidae)
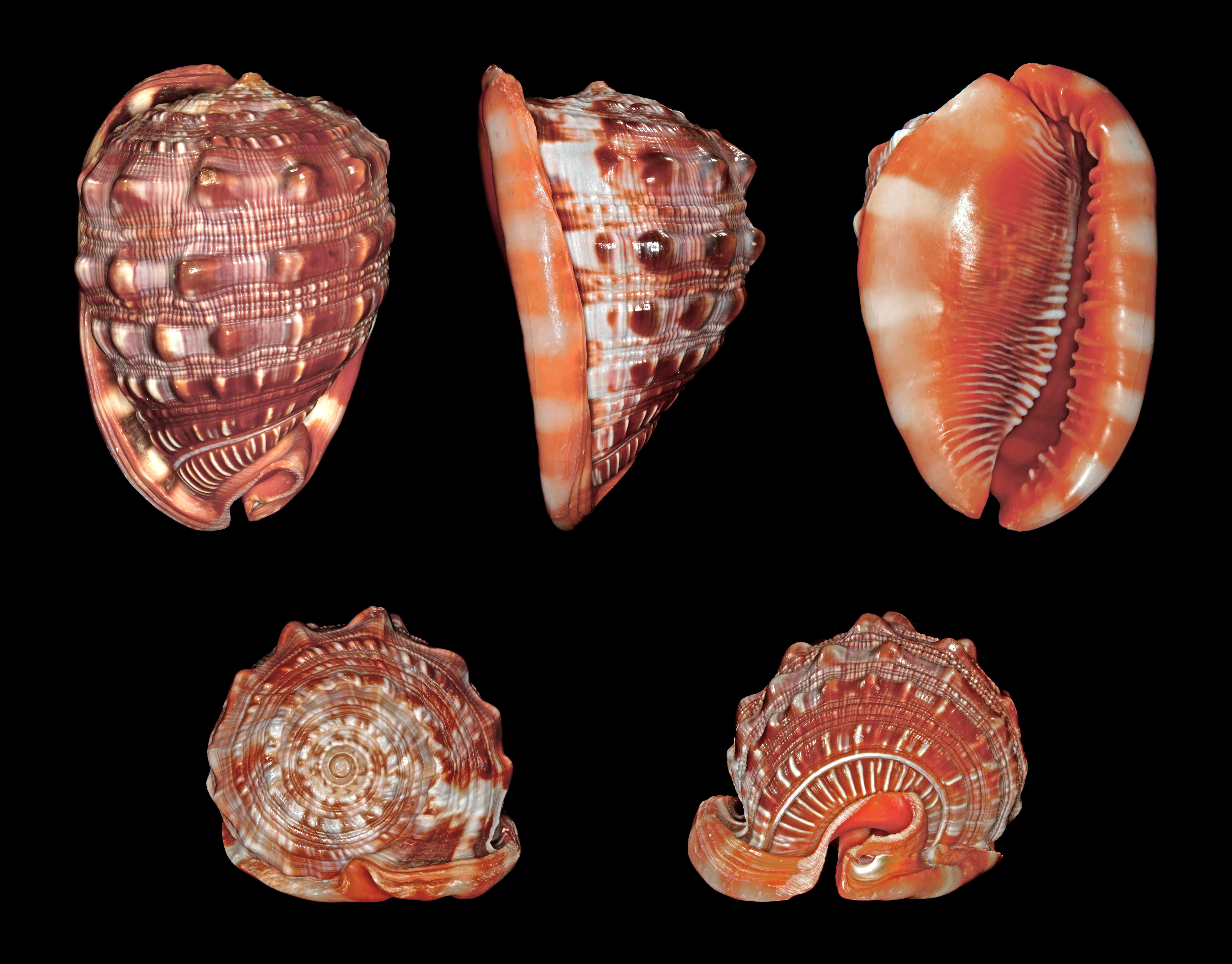
Cypraecassis rufa (Cassidae)
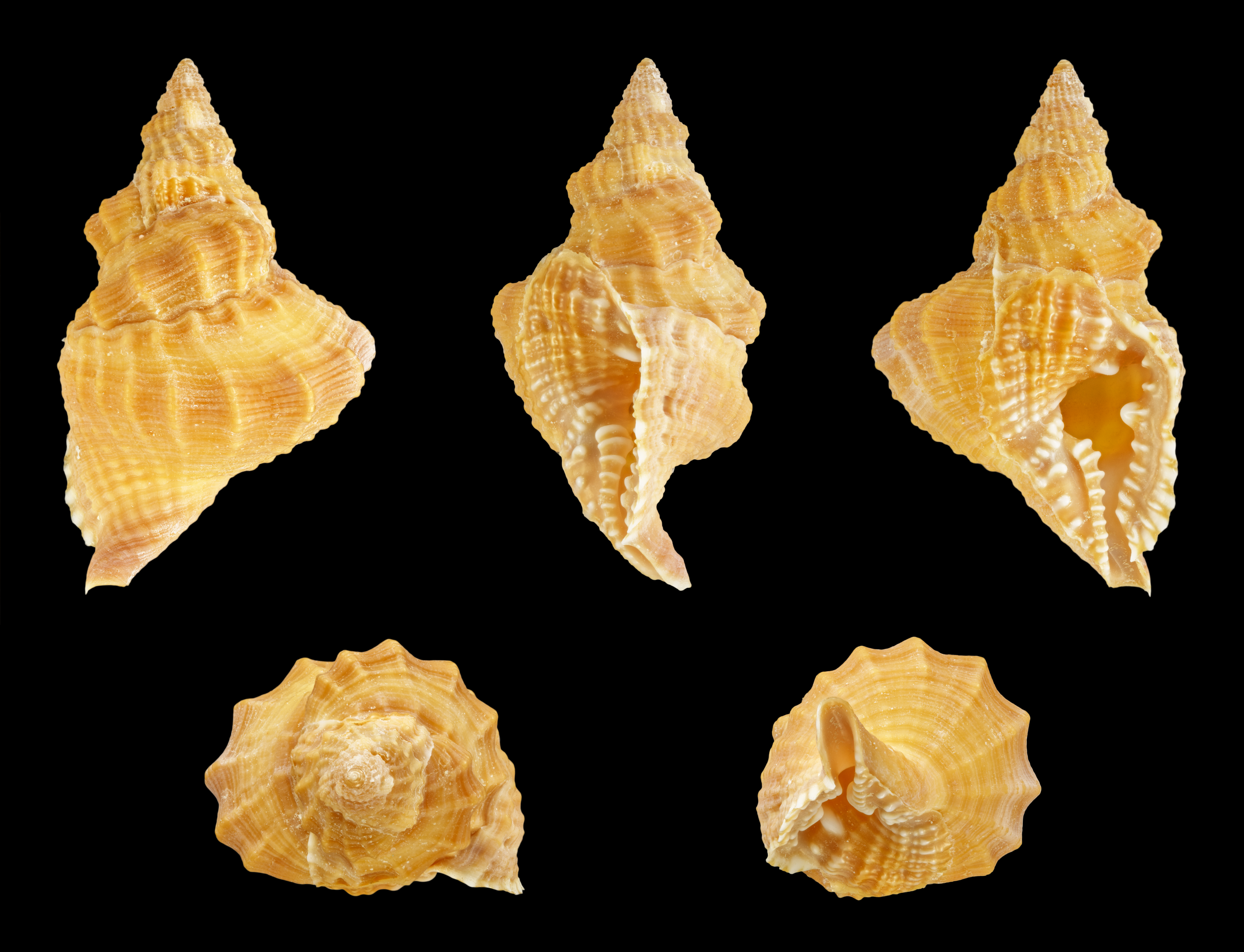
Distorsio kurzi (Personidae)
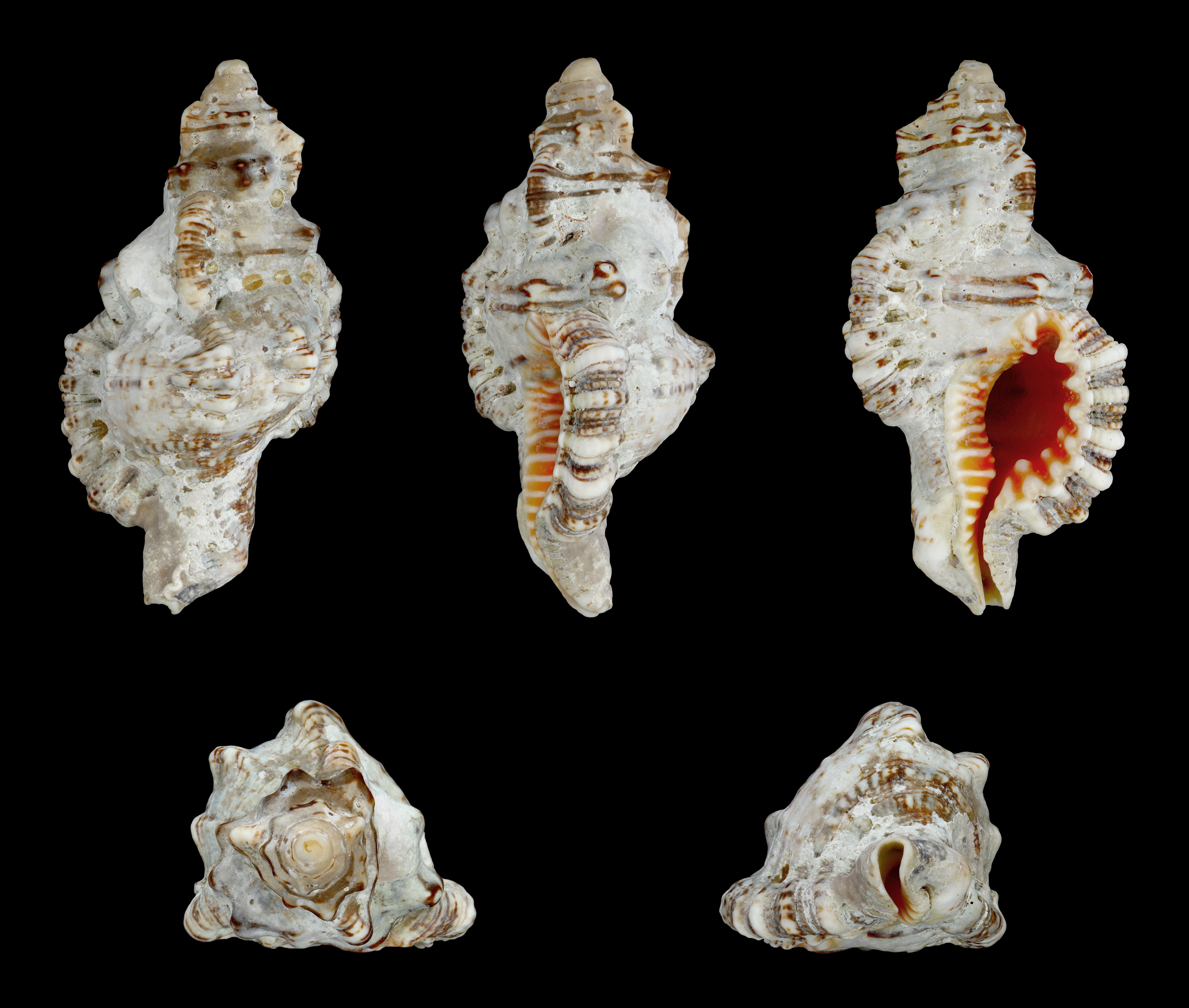
Monoplex nicobaricus (Ranellidae)
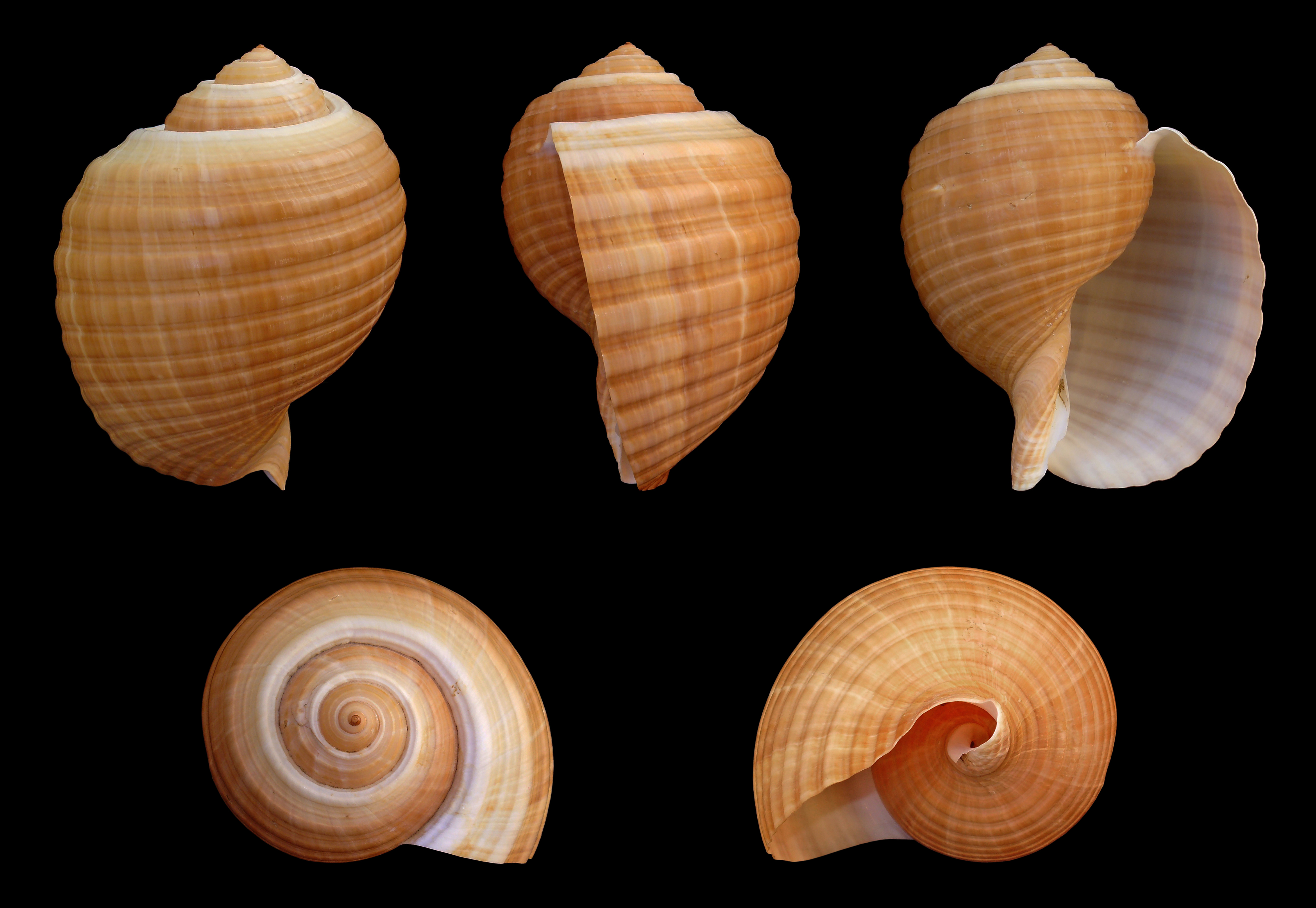
Tonna galea (Tonnidae)
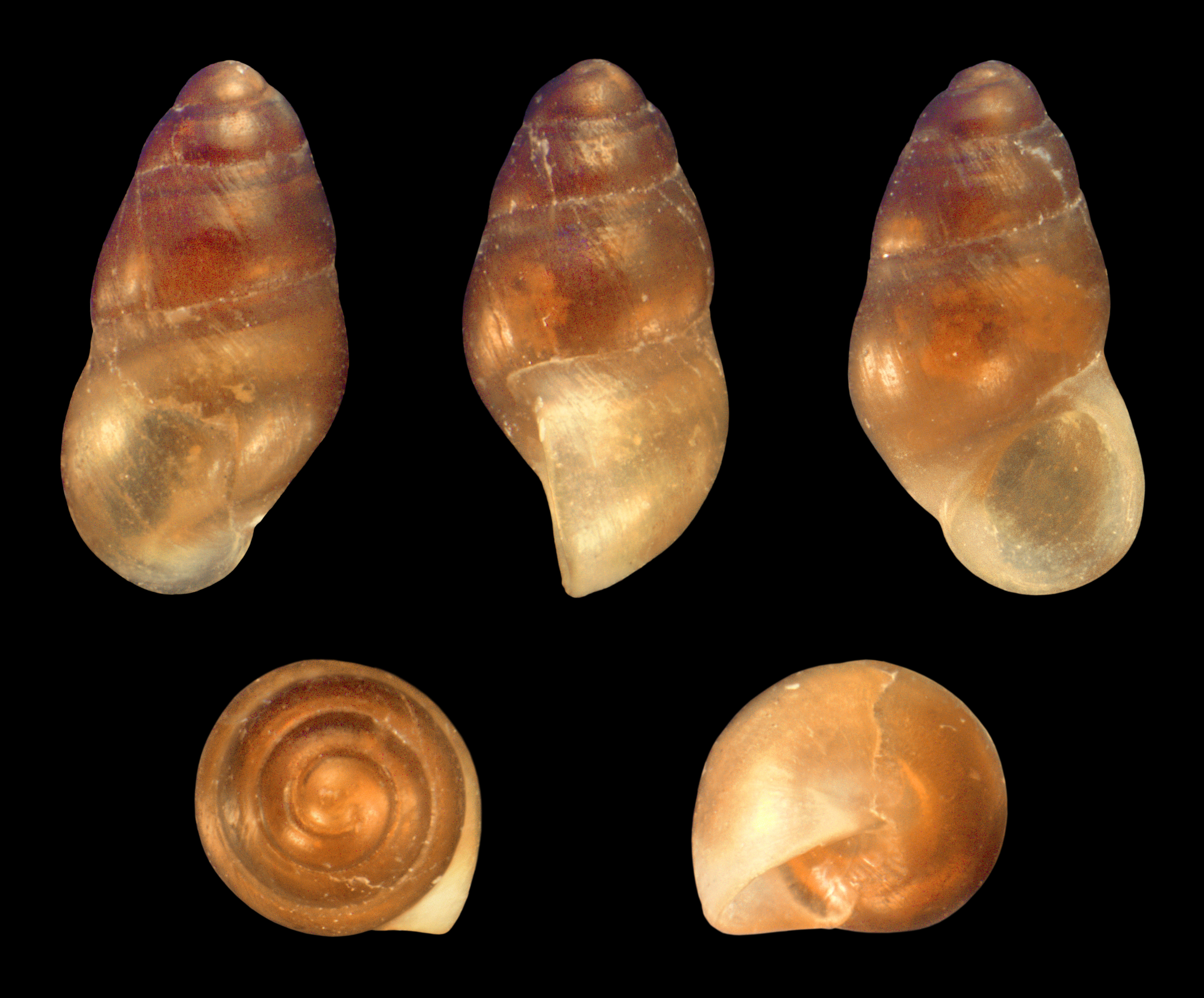
Pisinna glabrata (Anabathridae)
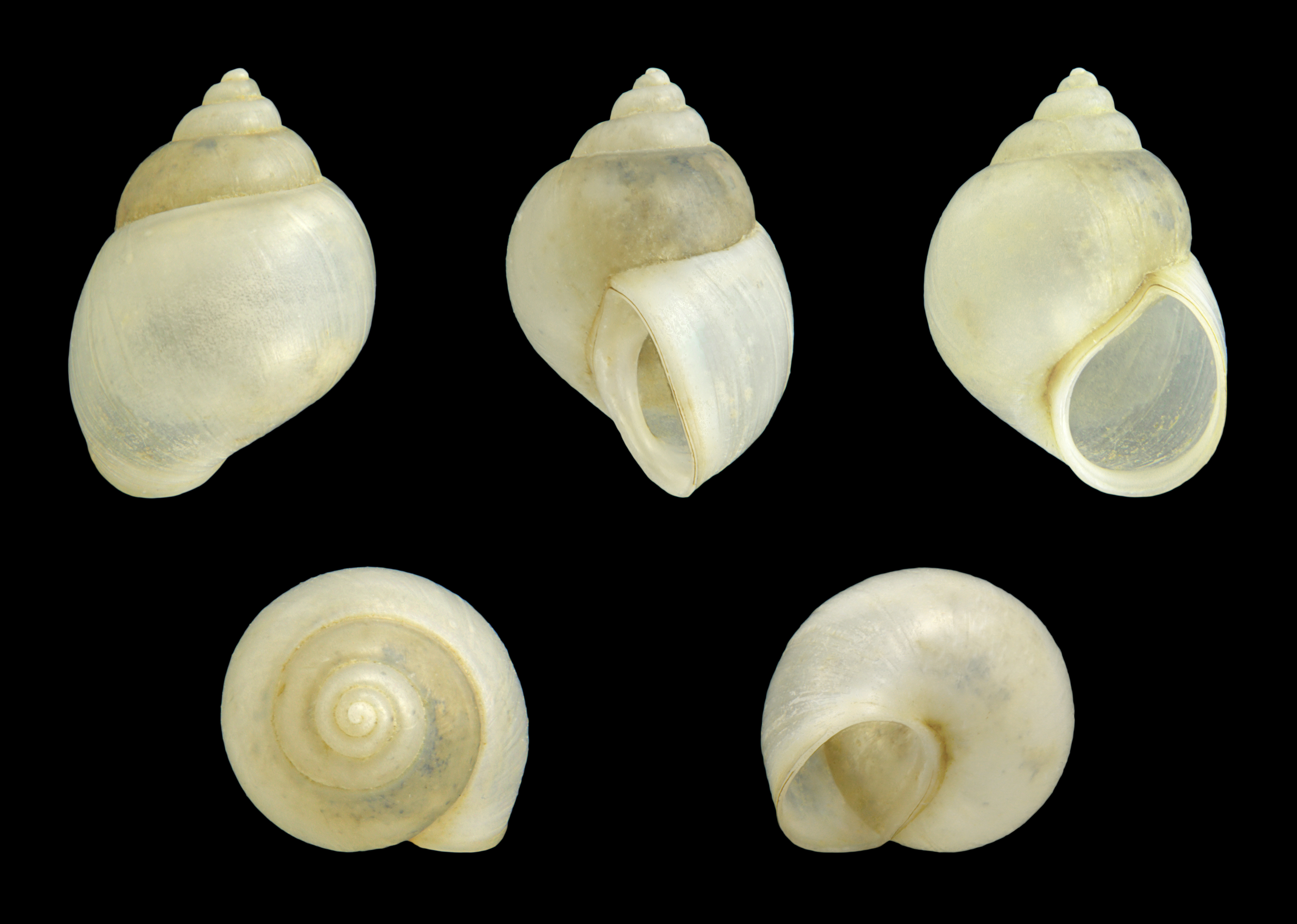
Bithynia tentaculata (Bithyniidae)
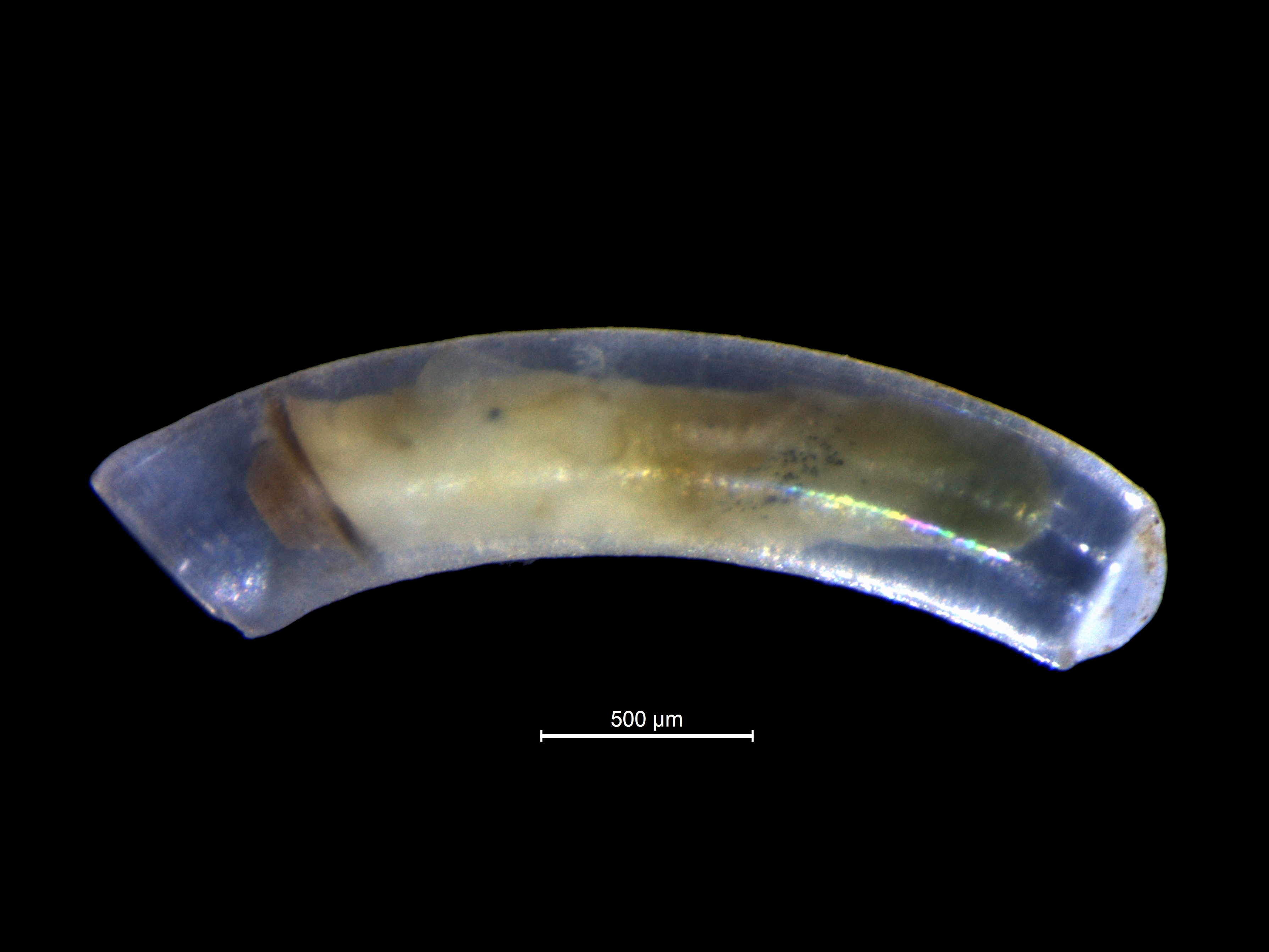
Caecum glabrum (Caecidae)
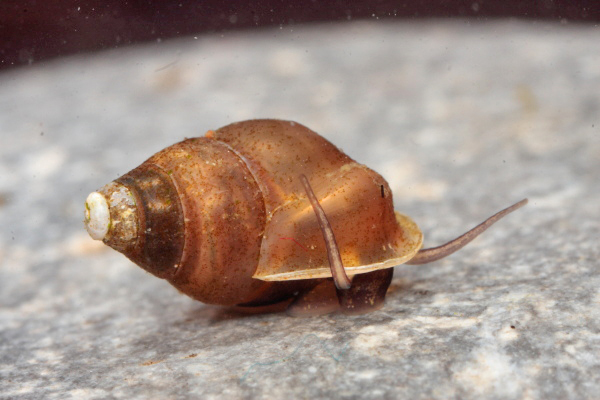
Emericia patula (Emmericiidae)
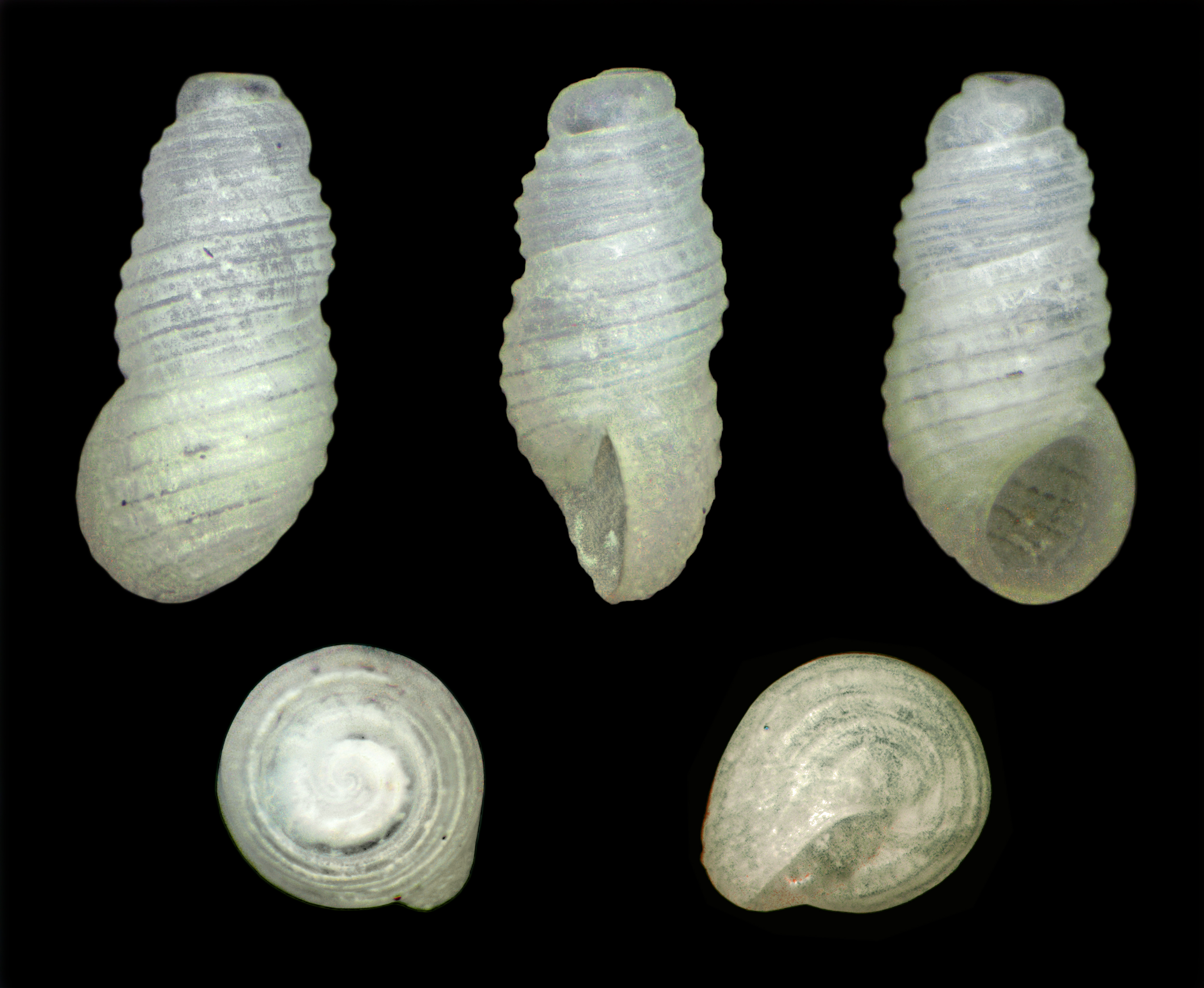
Liroceratia sulcata (Iravadiidae)
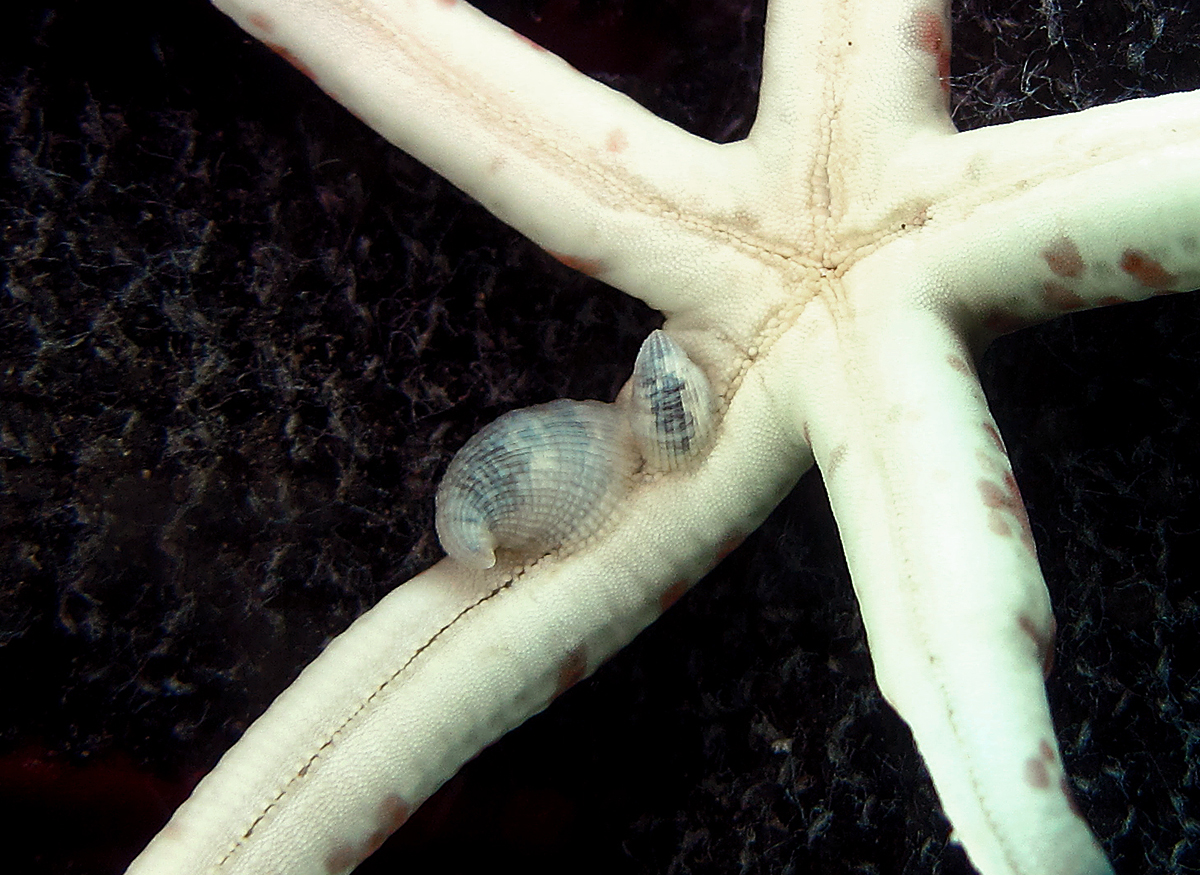
Thyca ectoconcha (Eulimidae)
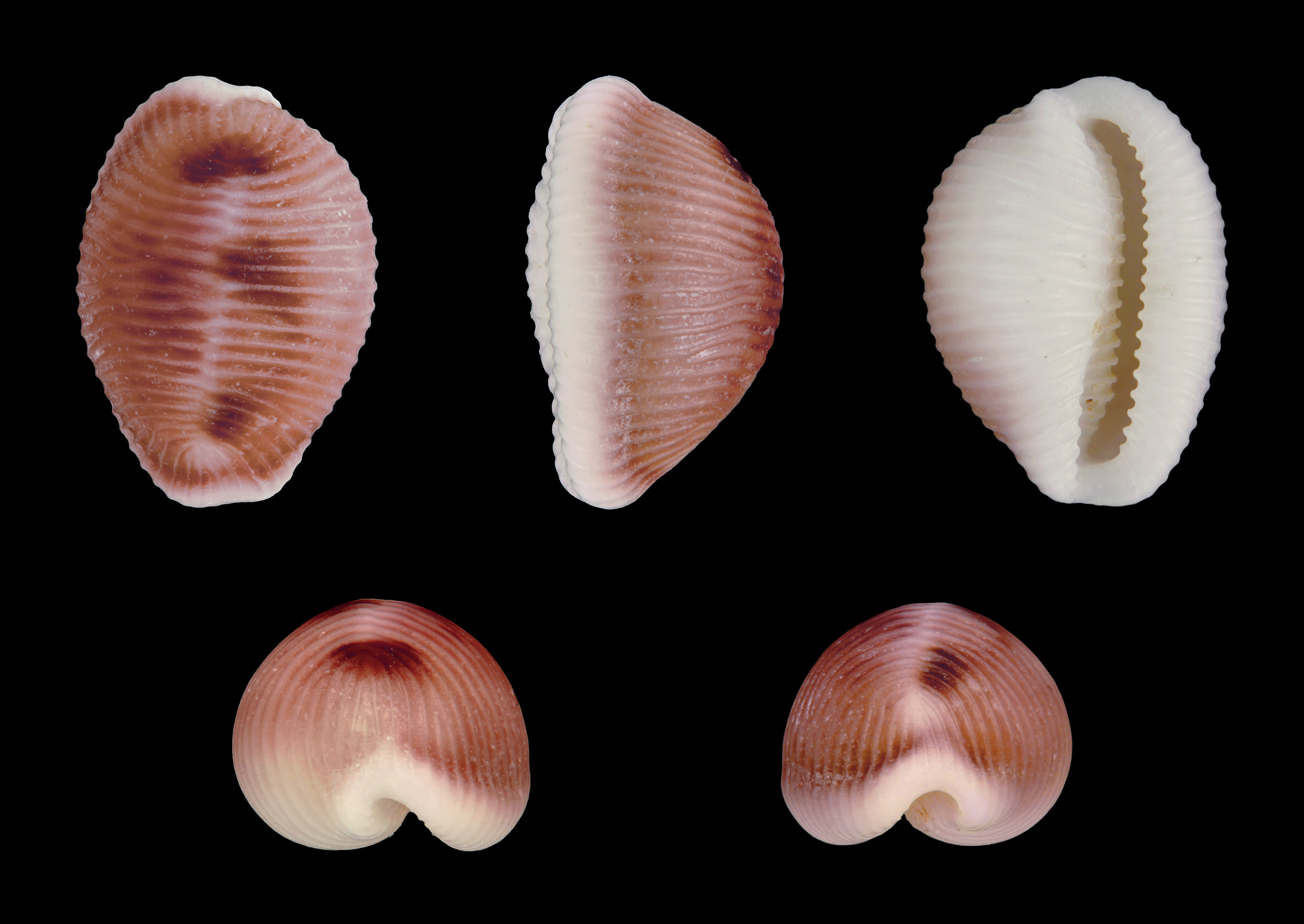
Trivia monacha (Triviidae)
Thylacodes arenarius (Vermetidae)
Xenophora pallidula (Xenophoridae)